# النادي الثقافي العماني
النادي الثقافي العماني ، هو مؤسسة ثقافية عمانية ، تأسست عام 1983 ، بدأ مسيرته بمسمى "النادي الجامعي" حتى عدل إلى اسمه الحالي عام 1986 بمرسوم سلطاني . وفي عام 2008 أجرى السلطان العماني السابق قابوس بن سعيد تحولاً جذرياً في دور النادي بعد إعادة تنظيمه وإسناد مهمة الإشراف عليه إلى وزير التراث والثقافة في البلاد .

## برامج النادي ومرافقه
يضم النادي قسماً للوثائق والمخطوطات ، وبرنامجاً وطنياً لدعم الكتاب ، متخصص في دعم حركة النشر والتأليف العمانية ، وبرنامج "النص العماني بعيون عربية" ، ورواق الفنون (قاعة للفنون التشكيلية) ، ومكتبة ، بالإضافة إلى " المجلس " ، وهو عبارة صالون أدبي مفتوح يقام مساء الاثنين بواقع مرتين شهريا .

## رئاسة مجلس ادارته
تعاقب على النادي الثقافي العماني 11 مجلس إدارة منذ تأسيسه ، حتى عينت الأكاديمية العمانية ، عائشة الدرمكي رئيساً لتكون أول امرأة تتسنم هذا المنصب في تاريخ المؤسسة الثقافية العمانية عام 2014 ، وتم التجديد لرئاستها في عام 2017 ، بقرار من وزير التراث والثقافة العماني السابق (السلطان الحالي: هيثم بن طارق آل سعيد).
|   | رؤساء مجالس إدارة النادي الثقافي العماني بالترتيب | رؤساء مجالس إدارة النادي الثقافي العماني بالترتيب |
| - | ------------------------------------------------- | ------------------------------------------------- |
| 1 | محمد بن علي موسى                                  | لفترة واحدة                                       |
| 2 | سالم بن إسماعيل سويد                              | لفترة واحدة                                       |
| 3 | محمد بن عوفيت الشنفري                             | لفترة واحدة                                       |
| 4 | سيف بن هاشل المسكري                               | لفترتين متتاليتين                                 |
| 5 | اليقضان بن طالب الهنائي                           | لفترة واحدة                                       |
| 6 | سيف بن محمد الرمضاني                              | لفترتين متتاليتين                                 |
| 7 | سالم بن محمد المحروقي                             | لفترة واحدة                                       |
| 8 | سيف بن هاشل المسكري                               | لفترة واحدة                                       |
| 9 | عائشة حمد الدرمكي                                 | لتفرتين متتاليتين - إلى الآن                      |